# Tour de San Luis
Pour les articles homonymes, voir San Luis.
Le Tour de San Luis est une course par étapes argentine. Elle se déroule en janvier dans la province de San Luis dans le centre de l'Argentine. Elle est considérée comme une des nouvelles courses à la mode du début de saison. Elle fait partie du calendrier de l'UCI America Tour.
En raison de manque de budget, l'édition 2017 est annulée.

## Palmarès

### Podiums
| Année | Vainqueur       | Deuxième           | Troisième         |
| ----- | --------------- | ------------------ | ----------------- |
| 2007  | Jorge Giacinti  | Fernando Antogna   | Francisco Mancebo |
| 2008  | Martín Garrido  | Gerardo Fernández  | Jorge Giacinti    |
| 2009  | Alfredo Lucero  | Jorge Giacinti     | José Serpa        |
| 2010  | Vincenzo Nibali | José Serpa         | Rafael Valls      |
| 2011  | Marco Arriagada | José Serpa         | Josué Moyano      |
| 2012, | Levi Leipheimer | Daniel Díaz        | Stefan Schumacher |
| 2013  | Daniel Díaz     | Tejay van Garderen | Alex Diniz        |
| 2014  | Nairo Quintana  | Phillip Gaimon     | Sergio Godoy      |
| 2015  | Daniel Díaz     | Rodolfo Torres     | Nairo Quintana    |
| 2016  | Dayer Quintana  | Eduardo Sepúlveda  | Nairo Quintana    |

### Classements annexes
| Année | Meilleur grimpeur    | Points                | Moins de 23 ans    | Par équipes          |
| ----- | -------------------- | --------------------- | ------------------ | -------------------- |
| 2007  | Alejandro Borrajo    | Mauro Richeze         | Federico Pagani    | Relax-GAM            |
| 2008  | Carlos José Ochoa    | Mauro Richeze         | Magno Nazaret      | San Luis             |
| 2009  | Xavier Tondo         | Lucas Sebastián Haedo | Ignacio Pereyra    | Sélection argentine  |
| 2010  | Rafael Valls         | Walter Pérez          | Josué Moyano       | Androni Giocattoli   |
| 2011  | Antonio Piedra       | Luis Mansilla         | Josué Moyano       | Sélection argentine  |
| 2012  | Miguel Ángel Rubiano | Edwin Ávila           | Gabriel Juárez     | Androni Giocattoli   |
| 2013  | Emanuel Guevara      | Leandro Messineo      | Ariel Sívori       | BMC Racing           |
| 2014  | Nairo Quintana       | Julián Gaday          | Adam Yates         | San Luis Somos Todos |
| 2015  | Rodolfo Torres       | Juan Esteban Arango   | Rodrigo Contreras  | Colombia             |
| 2016  | Eduardo Sepúlveda    | Emanuel Guevara       | Miguel Ángel López | Movistar             |